# Osse-en-Aspe
Osse-en-Aspe é uma comuna francesa na região administrativa da Nova Aquitânia, no departamento dos Pirenéus Atlânticos. Estende-se por uma área de 43,86 km². Em 2010 a comuna tinha 347 habitantes (densidade: 7,9 hab./km²).